# Cladopsammia
Cladopsammia is een geslacht van koralen uit de familie van de Dendrophylliidae.

## Soorten
- Cladopsammia echinata Cairns, 1984
- Cladopsammia eguchii (Wells, 1982)
- Cladopsammia gracilis (Milne Edwards & Haime, 1848)
- Cladopsammia manuelensis (Chevalier, 1966)
- Cladopsammia rolandi Lacaze-Duthiers, 1897
- Cladopsammia willeyi (Gardiner, 1899)